# Ras Tanura
Ras Tanura (tiếng Ả Rập: رأس تنورة) là một thành phố thuộc vùng Đông của Ả Rập Xê Út, nằm trên một bán đảo vươn ra vịnh Ba Tư . Tên gọi Ras Tanura được đặt cho cả một khu nhà ở của nhân viên Saudi Aramco, và một khu công nghiệp có chức năng là một cảng dầu mỏ chính và trung tâm hoạt động dầu mỏ của công ty này.
Về mặt địa lý, tổ hợp Ras Tanura nằm xa về phía nam của thành phố cảng công nghiệp Jubail, và về phía bắc thành phố cảng Dammam. Mặc dù khu vực cảng Ras Tanura nằm trên một bán đảo nhỏ, song do các tàu chở dầu hiện đại cần vùng nước sâu, cho nên Saudi Aramco đã xây dựng nhiều đảo nhân tạo để thuận tiện cho tàu cập cảng. Ngoài ra, các dàn khoan dầu khoai khơi và các hạ tầng sản xuất cũng được xây dựng tại vùng biển lân cận thành phố, hầu hết là của Saudi Aramco, Schlumberger và Halliburton.
Ras Tanura có một tuyến cao tốc nối hai làn xe nối đến Đường cao tốc Dhahran-Jubail, qua đó có thể đến các thành phố lân cận như Jubail và Dammam cũng như trụ sở của Aramco tại Dhahran. Sân bay Ras Tanura có quy mô nhỏ và do Saudi Aramco độc quyền sử dụng, chủ yếu là máy bay trực thăng, còn vận chuyển hàng không thương mại nằm tại Sân bay quốc tế Quốc vương Fahd. Trung tâm thành phố cách nhà ga sân bay tại Dammam khoảng 50 km.